# Club Deportivo Municipal Mejillones
Club Deportivo Municipal Mejillones är en fotbollsklubb från Mejillones i regionen Antofagasta i norra Chile. Klubben grundades den 7 april 2005. Klubben spelar på Estadio Municipal Mejillones, som tar 1 500 åskådare. Klubben började spela i Tercera A 2007.